# 菠叶素
菠叶素（也称为3,5,7,4'-四羟基-6,3'-二甲氧基黄酮，3,4′,5,7-Tetrahydroxy-3′,6-dimethoxyflavone，或栎草亭-3',6-二甲醚，Quercetagetin 3',6-dimethyl ether）是一种天然的栎草亭衍生O-甲基化黄酮，分子式C17H14O8，存在于菠菜（Spinacia oleracea）等植物中。